# Nuevo San Marcos
Nuevo San Marcos är en ort i Mexiko.   Den ligger i kommunen José María Morelos och delstaten Quintana Roo, i den östra delen av landet, 1 100 km öster om huvudstaden Mexico City. Nuevo San Marcos ligger 37 meter över havet och antalet invånare är 203.
Terrängen runt Nuevo San Marcos är platt. Runt Nuevo San Marcos är det mycket glesbefolkat, med 5 invånare per kvadratkilometer. Närmaste större samhälle är José María Morelos, 12,7 km sydost om Nuevo San Marcos. I omgivningarna runt Nuevo San Marcos växer i huvudsak städsegrön lövskog.